# Emil Kuntner

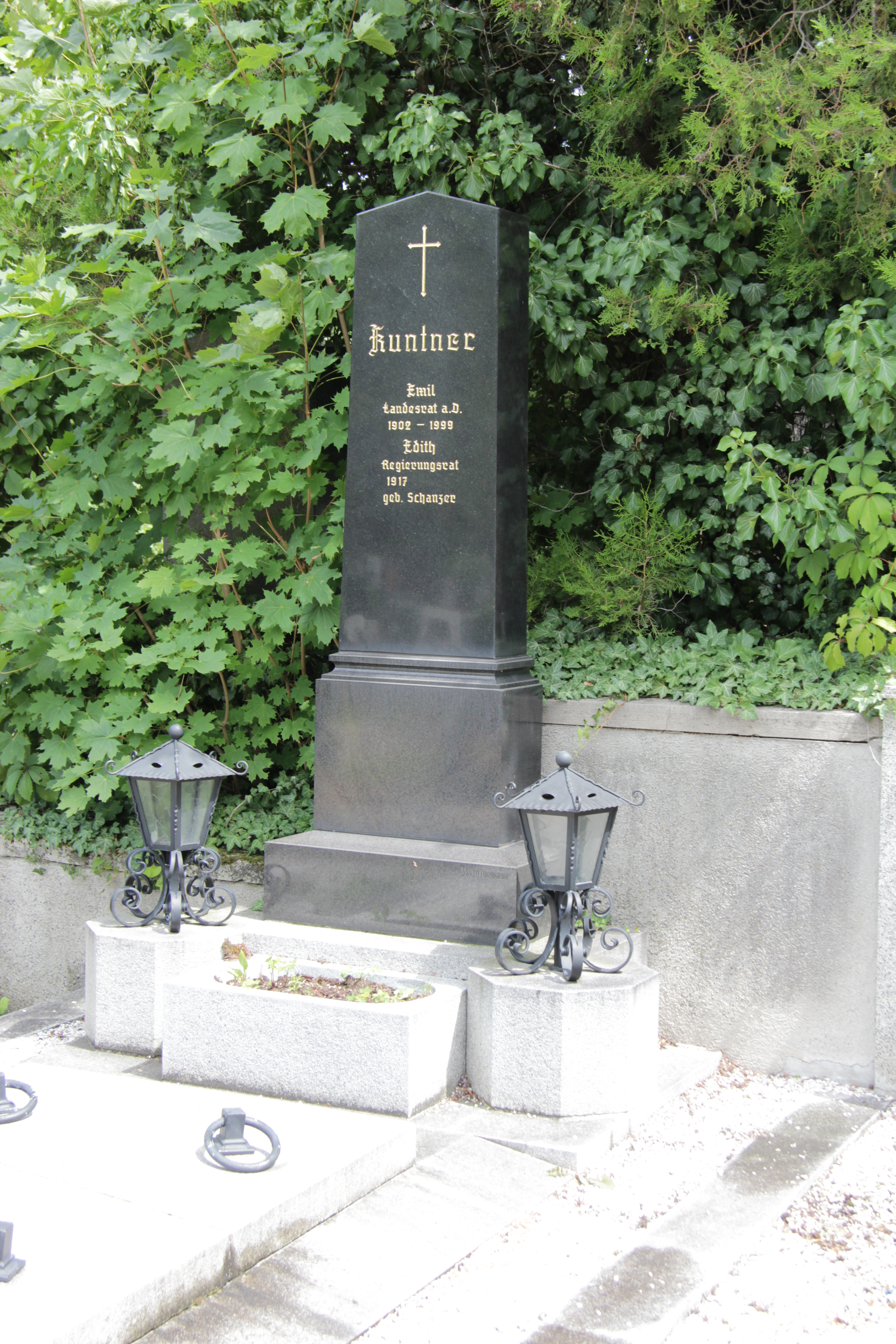
Grabmal am Mödlinger Friedhof

Emil Kuntner (* 31. Mai 1902 in Breitenlee; † 12. April 1999 in Mödling) war ein österreichischer Hauptschuldirektor und Politiker (SPÖ). Kuntner war von 1960 bis 1969 Landesrat in der Niederösterreichischen Landesregierung. 

## Leben
Emil Kuntner besuchte die Volksschule in Breitenlee und die Hauptschule in Hirschstetten. Er absolvierte im Anschluss die Bürgerschule Wien-Stadlau und schloss die Lehrerbildungsanstalt in Wiener Neustadt ab. Danach war Kuntner ab 1922 als Volksschullehrer in Ringelsdorf, Hohenau an der March und Rabensburg tätig, bevor er als Hauptschullehrer in Hohenau und Bruck an der Leitha unterrichtete. 
Kuntner war von 1930 bis 1934 Gemeinderat in Hohenau und wurde nach der Niederschlagung der Februarkämpfe im Österreichischen Bürgerkrieg 1934 verhaftet und zwangspensioniert. Noch im selben Jahr erfolgte jedoch die Reaktivierung von Kuntner in den aktiven Schuldienst, wobei er nach Bruck an der Leitha versetzt wurde, wo er bis 1949 unterrichtete. Er leistete von 1941 bis 1946 seinen Militärdienst ab, wobei er am Ende des Krieges in amerikanische Kriegsgefangenschaft geriet. Kuntner wechselte 1949 als Lehrer nach Hohenau und wurde 1950 Vizebürgermeister der Gemeinde. Er hatte zwischen 1951 und 1967 das Amt des Hauptschuldirektors von Hohenau inne und war zwischen 1954 und 1967 auch Bürgermeister. Die SPÖ vertrat er zwischen dem 10. November 1954 und dem 23. November 1964 im Landtag und er war des Weiteren von 1957 bis 1960 Kurator der Landes-Hypothekenanstalt für Niederösterreich, war im Lehrervorschlagsausschuss aktiv sowie Aufsichtsrat der NIOGAS. Kuntner wurde am 13. Oktober 1960 als Landesrat in der Niederösterreichischen Landesregierung angelobt, der er bis zum 19. Juli 1969 angehörte.
Kuntner starb in Mödling, wo er auch begraben wurde.

## Auszeichnungen
- 1960: Silbernes Komturkreuz mit dem Stern des Ehrenzeichens für Verdienste um das Bundesland Niederösterreich[1]
- Nach dem Tod Kuntners wurde die Hauptschule 1 in Hohenau in Hauptschule 1 Emil Kuntner benannt.